# کشتار حوله
کشتار حوله (به عربی: مجزرة الحولة) حمله‌ای در تاریخ ۲۵ مه ۲۰۱۲ در منطقه حوله، در شمال شهر حُمص در سوریه بود. در این حمله مرتبط با سرکوب شورش علیه دولت سوریه، حداقل ۱۰۸ نفر از مردم محلی به قتل رسیدند(معارضان سوری از آن به عنوان کشتار فرقه ای رژیم علیه مسلمانان سنی یاد می‌کنند) از جمله کشته‌شدگان ۴۹ کودک و ۳۴ زن بودند که با شلیک گلوله از فاصله نزدیک یا ضربات چاقو کشته و بسیاری نیز با وضع فجیعی سر بریده شده بودند.
سازمان ملل بعداً اعلام کرد که بیشتر قربانیان در دو رخداد به سرعت اعدام شده‌اند و میلیشیای مرتبط با دولت مانند شبیحه محتملترین مجرمان هستند. ساکنین گفتند قبل از کشتار از سازمان ملل تقاضای کمک کرده بودند و نسبت به حمله قریب‌الوقوع دولت هشدار داده بودند ولی ناظران سازمان ملل پاسخی ندادند.

## واکنش دولت سوریه
خبرگزاری رسمی دولت سوریه، گروه‌های تروریستی از جمله القاعده را مسئول کشتار حوله دانست بشار جعفری، نماینده دولت سوریه در سازمان ملل متحد نیز از «سونامی دروغ‌ها» علیه حکومت این کشور انتقاد کرد.
این درحالی بود که ساکنان حوله و گروه‌های اپوزیسیون، نیروهای دولتی و شبه‌نظامیان علوی طرفدار حکومت، را عامل کشتار معرفی کرده‌اند.
بشار اسد، رئیس‌جمهور سوریه در سخنرانی افتتاح دور جدید مجلس سوریه در تاریخ ۱۴ خرداد ۱۳۹۱، نقش‌داشتن نیروهای دولتی در کشتار حوله را رد کرد و گفت که این کشتار «جنایتی کریه» بوده‌است که هیچ «جانوری» نمی‌تواند مرتکب آن شود. وی هم‌چنین گفت که «کشتار حوله تا همیشه مایه شرمساری خواهد بود».
وی نسبت دادن این جنایت به ارتش سوریه را اتهام خواند.
آنان شکست خورده‌اند. زمانی به ارتش و نیروها حمله کردند و شکست خوردند. پس از آن روی به بمب‌گذاری و انفجارهای خونین آوردند اما اراده مردم را نتوانستند سست کنند و باز هم شکست خوردند و اکنون روی به ایجاد درگیری مذهبی آورده‌اند.

این کارت آخرشان است که شکستشان را نشان می‌دهد.

## تبعات
ابعاد کشتار حوله به حدی بود که ناوی پیلای، کمیسر عالی حقوق بشر سازمان ملل متحد این کشتار را «جنایت علیه بشریت» خواند و ۱۵ کشور عضو شورای امنیت به اتفاق آراء در بیانیه‌ای غیر الزام‌آور، دولت سوریه را به خاطر این قتل‌عام به شدت محکوم و حکومت سوریه را به نقض قوانین بین‌المللی متهم کردند.
اتحادیه عرب کشتار حوله را محکوم کرد.
کوفی عنان نیز اعلام کرد که سوریه به نقطه بی‌بازگشت رسیده‌است.
در پی کشتار حوله، ایالات متحده آمریکا، بریتانیا، فرانسه، آلمان، اسپانیا، کانادا، ایتالیا، استرالیا، ژاپن، ترکیه، بلغارستان و سوئیس وابستگان دیپلماتیک حکومت سوریه را از کشورشان اخراج کردند.
روز ۲۹ می ۲۰۱۲ سازمان ملل متحد اعلام کرد که نیروهای طرفدار حکومت بعثی بشار اسد مسئول کشتار ۱۰۸ غیرنظامی در حوله هستند.
حازم الشهابی، کنسول سوریه در ایالت کالیفرنیا در آمریکا در واکنش به کشتار حوله، در تاریخ ۳۱ مه ۲۰۱۲ میلادی، از دولت بشار اسد اعلام جدایی کرد و به گفته خود به «انقلاب مردم سوریه پیوست».
در تاریخ ۱ ژوئن ۲۰۱۲ میلادی (۱۲ خرداد ۱۳۹۱) شورای حقوق بشر سازمان ملل متحد در نشست فوق‌العاده خود در ژنو با تصویب قطعنامه‌ای، حکومت سوریه را به دلیل قتل‌عام حوله محکوم کرد. چین، روسیه و کوبا سه کشوری بودند که به این قطعنامه رأی منفی دادند.